# Tấm bia Merneptah
Tấm bia Chiến thắng của Merneptah, được gọi ngắn gọn là Tấm bia của Merneptah, là một tấm bia đá của pharaon Merneptah (vị vua của Ai Cập cổ đại cai trị trong khoảng năm 1213 – 1203 TCN), được phát hiện bởi nhà Ai Cập học Flinders Petrie vào năm 1896 tại Thebes, Ai Cập. Tấm bia này hiện đang được lưu giữ tại Bảo tàng Ai Cập ở thủ đô Cairo.
Tấm bia của Merneptah là bản văn tự cổ nhất mà danh xưng Israel được chứng thực, và đó cũng là nguồn tài liệu duy nhất nhắc đến Israel vào thời Ai Cập cổ đại. Đây là một trong 4 bản cổ tự được biết đến, tính từ thời đồ sắt, đề cập đến người Israel cổ đại. Ba bản khắc còn lại là tấm bia Mesha, tấm bia Tel Dan và tấm bia Kurkh Monolith. Do đó, một số người cho rằng, tấm bia Merneptah là phát hiện nổi tiếng nhất của Flinder Petrie, và chính ông cũng đồng tình với điều này.

## Phát hiện và mô tả
Tấm bia Merneptah cao hơn 310 cm, rộng 160 cm và dày khoảng 35 cm; được làm từ đá granit đen và được khắc đầy những ký tự tượng hình ở cả hai mặt. Tấm bia được phát hiện vào năm 1896 bởi Flinder Petrie tại kinh đô Thebes của Ai Cập xưa kia, và lần đầu tiên được phiên dịch bởi Wilhelm Spiegelberg.

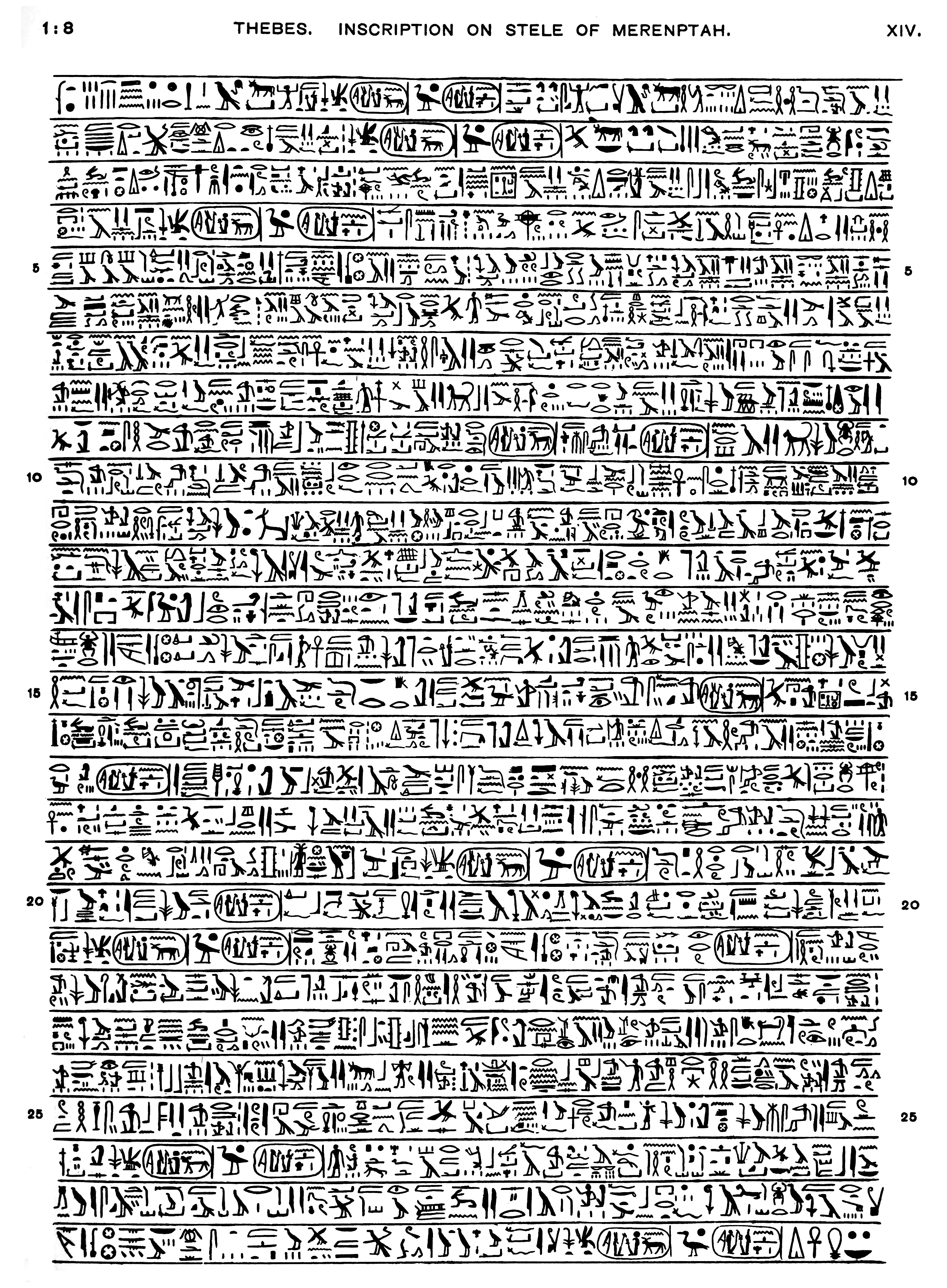
28 dòng chữ tượng hình trên tấm bia (được Flinders Petrie phỏng lại vào năm 1897)

Theo Spiegelberg, tấm bia ban đầu là của pharaon Amenhotep III, được đặt trong chính ngôi đền tang lễ của ông, và đã được viết kín một mặt tấm bia. Sau đó, Merneptah đã đem tấm bia ra khỏi đền, sử dụng mặt bia còn trống để viết bài thơ ca ngợi công lao chiến thắng quân người Libya. Theo những gì tấm bia ghi lại, thần Ptah đã báo mộng cho nhà vua rằng, hãy đem quân tấn công Libya. Ở phần trên cùng của tấm bia, hình ảnh của bộ đôi vị thần Amun - Ra đang trao thanh kiếm khopesh cho Merneptah để đi chinh phạt quân thù. Đi cùng với nhà vua là nữ thần Mut và thần mặt trăng Khonsu.

### Bối cảnh khi đó
Ai Cập cổ đại đã từng là một cường quốc thống trị trong khu vực dưới thời trị vì của Ramesses II Đại đế, nhưng dưới thời của con trai và cháu nội của ông, vua Merneptah và Ramesses III, phải đối mặt với những cuộc xâm lược từ các vương quốc xung quanh. Mọi chuyện bắt đầu vào năm thứ 5 (1208 TCN) dưới triều vua Merneptah, khi vua Meryre của Libya đã liên minh với nhiều dân tộc phương bắc và cho quân quấy nhiễu biên cương phía tây của Ai Cập. Merneptah đã đánh tan quân thù vào mùa hè năm đó, và những dòng văn tự trên tấm bia đã đề cập đến điều này.
Ở những dòng cuối của tấm bia đề cập đến một trận chiến, khi mà một số thành phố ở Canaan, chư hầu của Ai Cập nổi dậy ở phương đông. Merneptah và Ramesses III đã chiến đấu chống lại kẻ thù của họ, nhưng đó cũng là khởi đầu cho sự kết thúc quyền kiểm soát của Ai Cập đối với Canaan. Chứng thực cuối cùng của Ai Cập tại Canaan mang tên của vị vua Ramesses VI, được khắc trên đế tượng ở Tel Megiddo.

## Dòng chữ thứ 26–28

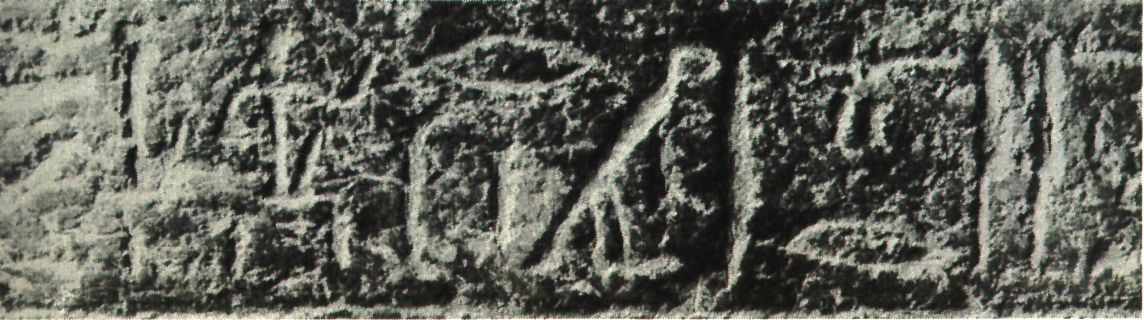
Cụm biểu tượng được dịch là Israel, nằm ở vị trí dòng thứ 27

Phần lớn văn bia đề cập đến chiến thắng vẻ vang của Merneptah trước Libya, nhưng 3 dòng cuối cùng đề cập đến Canaan:
Các thân vương phủ phục, hô vang: "Hòa bình!".

Không ai trong Chín cung dám ngẩng đầu lên.

Giờ đây, khi Tehenu (Libya) trở nên tiêu tan

Hatti được bình định

Canaan bị tước đoạt trong nỗi thống khổ

Ashkelon bị đánh bại

Gezer bị chiếm đóng

Yenoam bị xóa sổ

Israel bị tàn phá và dòng dõi đã bị giết sạch

Hurru trở thành góa phụ vì Ai Cập.

"Chín cung" là một thuật ngữ mà người Ai Cập thường dùng để gọi kẻ thù của họ. Tất cả những thành phố kể trên đều nằm dưới sự cai trị của đế chế Ai Cập lúc bấy giờ.

## "Israel"
Wilhelm Spiegelberg trong khi dịch những dòng cổ tự này đã bị vướng mắc bởi một biểu tượng ở dòng gần cuối, tạm dịch là I.si.ri.ar, đó là tên của một người hay một bộ lạc mà Merneptah đã chiến thắng. Petrie đề nghị đọc là "Israel". Spiegelberg đồng ý với ý kiến này.
Trong khi Ashkelon, Gezer và Yanoam được xác định là một thành phố, dựa vào biểu tượng "gậy ném" và "ba ngọn đồi" (ký tự tượng hình miêu tả một thành phố). Chữ tượng hình mô tả Israel, thay vì sử dụng "ba ngọn đồi" đã kết hợp biểu tượng "gậy ném" với biểu tượng một nam một nữ đang ngồi (mang ý nghĩa là "người"), phía dưới có 3 gạch, tượng trưng cho "số nhiều".
Biểu tượng mang ý nghĩa "con người" đã là chủ đề của nhiều cuộc tranh luận quan trọng. Ngay từ năm 1955, John A. Wilson cho rằng "ysrỉꜣr" là ám chỉ đến một nhóm người. Ý kiến này đã được đồng tình bởi nhiều học giả khác.